# Смбат
Смбат Хетумян (вірм. Սմբատ) (1277 — † 1308) — 7-й король Кілікійської Вірменії, 17-й за ліком правитель Кілікії. Походив з династії Хетумідів (Хетумян)

## Життєпис
Смбат народився 1277 року в родині короля Левона III й королеви Керан. 1296 року після від'їзду своїх братів Хетума II й Тороса III, за допомогою іншого брата Костандіна, узурпував владу в країні. Після цього за підтримки вельмож і католикоса Григора VII був коронований у Сісі. Усунутий король Хетум II, бажаючи повернути владу, почав шукати підтримки у Візантії, натомість Смбат вирушив до Газан-хана й одружився з його родичкою.
За рік брати, повернувшись із Візантії, за наказом Смабата були ув'язнені у фортеці Бардзберд, де Тороса було вбито.
За часів правління Смбата до країни вторглись єгипетські мамлюки, які, знищивши низку поселень, убили й захопили в рабство багатьох жителів. Неспроможність захистити країну спричинила обурення серед народу та знаті. У січні 1298 року Костандін усунув свого брата Смбата з трону та посів його місце. Трохи згодом Хетум II знову прийшов до влади, він примирив братів та відрядив їх до Константинополя. Загалом король Смбат керував державою два з половиною роки.
Після загибелі Хетума й Левона між Смбатом та його молодшим братом Ошином розгорнулась боротьба за корону Кілікійської держави. Смбат спробував повернути свою владу, але, зазнавши невдачі, був змушений залишити країну. Імовірно, Смбат помер 1308 року між Кілікією та Кіпром, на борту венеційського судна. За іншою версією, озвученою вірменським автором Самуелем Анійським, Смбат потрапив у полон та був убитий 1308 року.

## Родина
дружина: монгольська принцеса
діти: невідомо